# カベイロー
カベイロー（古希: Καβειρώ, Kabeirō）は、ギリシア神話のニュムペーである。長母音を省略してカベイロとも表記される。海神プローテウスの娘で、鍛冶神ヘーパイストスとの間にカベイロスとカベイローの娘たちと呼ばれる3人のニュムペーを生んだ。またそのどちらに対しても祭祀が行われた。
あるいはアクーシラーオスによると、カベイローとヘーパイストスとの間にカドミロスが生まれ、カドミロスに3人のカベイロスが生まれ、彼らからカベイリス（カベイロスの娘たち）と呼ばれるニュムペーが生まれた。